# 통영 안정사 연 및 금송패
통영 안정사 연 및 금송패(統營 安靜寺 輦 및 禁松牌)는 대한민국 경상남도 통영시에 있다.
1990년 12월 20일 경상남도의 유형문화재 제284호 안정사 연 및 금송패로 지정되었다가, 2018년 12월 20일 현재의 명칭으로 변경되었다.

## 개요
연이란 왕이 거동할 때 타고 다니던 가마로서 불교의식에 사용되기도 하였다. 가마에는 연과 여(輿)가 있는데 연은 임금이 타는 것으로, 수레를 달아 말이 끌게 하거나 사람이 메기도 한다. 여는 보통사람이 타는 것으로, 사람이 어깨에 매는 것을 말한다. 절에 있는 가마는 사람이 타는 것이 아니라, 큰 불교행사 때 불상을 옮기거나 절 도구, 불경 등 소중한 물품을 운반할 때 사용한 것이다.
안정사 가마는 길이 300cm, 높이 130cm로 조선 영조 28년(1752)에 영조의 후궁인 영빈 이씨가 안정사 주지에게 절 주변 숲을 관리하라는 명을 내린 문서와 금송패를 함께 보내었다.
금송패는 왕실이 보낸 산림 감시원의 신분증으로, 안정사에는 지름이 11cm인 <안정사국내금송패 (安靜寺局內禁松牌)>와 지름이 10cm, 8cm인 <안정사금송패 (安靜寺禁松牌)>라 새긴 3개의 금송패가 전해진다.

## 참고 문헌
- 통영 안정사 연 및 금송패 - 국가유산청 국가유산포털